# Ōkura
Pour les articles homonymes, voir Okura (homonymie).
Ōkura (大蔵村, Ōkura-mura) est un village du district de Mogami (préfecture de Yamagata), dans le nord de l'île de Honshū, au Japon.

## Géographie

### Démographie
Lors du recensement national de 2010, la population s'élevait à 3 764 habitants répartis sur une superficie de 211,59 km2.

### Culture locale et patrimoine
Le village d'Ōkura est membre de l'association Les Plus Beaux Villages du Japon depuis 2009.